# Valparaíso de Arriba
Valparaíso de Arriba es una localidad española perteneciente al municipio de Campos del Paraíso, situada en la provincia de Cuenca, comunidad autónoma de Castilla-La Mancha. Se encuentra a 55 km de la capital provincial y a 125 km de Madrid.

## Geografía
Valparaíso de Arriba se sitúa en la comarca de La Alcarria y limita con la localidad de Valparaíso de Abajo. Además forma con las localidades de Carrascosa del Campo, Olmedilla del Campo y Loranca del Campo el municipio de Campos del Paraíso desde 1971.

## Monumentos
En la localidad se encuentra la iglesia de San Miguel Arcángel, un edificio del Renacimiento (siglo XVI), con planta de cruz latina. La iglesia está abovedada en el crucero y posee en su capilla de Santa Ana los restos del conquistador español Juan de Saavedra, quien, en honor a la villa de la que era originario, dio el nombre a la ciudad de Valparaíso en Chile.

## Demografía
| Gráfica de evolución demográfica de Valparaíso de Arriba entre 1842 y 1970 |
| |
| Población de derecho según los censos de población del INE Población de hecho según los censos de población del INEEntre el censo de 1981 y el anterior, este municipio desaparece porque se agrupa en el municipio Campos del Paraíso |

## Fiestas
Destaca la fiesta en honor a su patrón San Miguel Arcángel. Se celebra la tercera semana de agosto y llama la atención para los pocos habitantes que tiene, lo mucho que puede revolucionarse el pueblo esa semana. Entre las actividades que se realizan, está la cabalgata y su zurra, donde los más jóvenes suben a los remolques recorriendo todo el pueblo hasta llegar a la plaza del pueblo, donde empieza una gran batalla de agua. Es una tradición acabar dentro del pilón y los valpareiseños se cogen los unos a los otros y se meten en el pilón.